# Isola di Sa Mesalonga
L'isola di Sa Mesalonga è un'isola del mar di Sardegna situata a ridosso della costa occidentale della Sardegna.

Appartiene amministrativamente al comune di San Vero Milis.